# Gitana XV
Pour les articles homonymes, voir Gitana.
Gitana XV, mis à l'eau en octobre 2011, est un trimaran de la classe MOD70, conçue par le cabinet d'architectes VPLP pour succéder à la classe ORMA. Il est skippé par le Français Sébastien Josse pour le compte de Gitana Team. En mai 2016, il est vendu à l'équipe de Giovanni Soldini et prend le nom de Maserati.

## Caractéristiques et développement
Après la Transat Jacques-Vabre 2013, le circuit des Multi One design 70 ne fonctionnent plus correctement, c'est dans ce contexte que Gitana Team prévoit de modifier profondément son trimaran en vue d'une participation à la Route du Rhum 2014. Le plan de pont est amélioré, tout comme le rouf et le plan des voiles. La plus grande avancée concerne l'ajout de nouveaux safrans en « T ».
Fin 2014, le trimaran voit ses foils en « C » remplacés par des foils en « L ».
En mai 2016, il est vendu à John Elkann, le président du groupe Fiat, pour le navigateur Giovanni Soldini et prend le nom de Maserati.

## Historique
Le trimaran termine troisième de la Route du Rhum 2014 avec Sébastien Josse.

## Palmarès

### 2011-2016 :Gitana XV
- 2012 :
  - 2e de la Krys Ocean Race
  - 5e du MOD70 European Tour
- 2013 :
  - Vainqueur de la Route des Princes
  - 4e de la Fastnet Race
  - Vainqueur de la Transat Jacques-Vabre
- 2014 :
  - 3e de la Route du Rhum
- 2015 :
  - Vainqueur du Tour de Belle Ile

### Depuis 2016:Maserati
- 2016 :
  - Vainqueur de la Rolex Middle Sea Race
  - 2e de la RORC Transatlantic Race